# Зукко, Роберто
Роберто Зукко (итал. Roberto Succo) — итальянский серийный убийца, в период с 1981 по 1988 убил в трёх странах 7 человек.

## Биография
Родился 3 апреля 1962 года в Италии, в Местре, близ Венеции.
Насколько известно, он совершил первое убийство в 19 лет — 9 апреля 1981 года, когда зарезал собственную мать и задушил своего отца, офицера полиции, за то, что они отказались одолжить ему свою машину. По другой версии, он выбросил отца в окно. Зукко скрывал тела родителей в ванной, наполненной водой, некоторое время оставаясь безнаказанным. Он получил 10 лет заключения в тюремной психиатрической больнице в Реджо-нель-Эмилии.
15 мая 1986 года, проведя в психиатрической больнице 5 лет от положенного срока, Роберто сбежал. Он ускользнул от преследования полиции и покинул страну, уехав во Францию на поезде. В ближайшие несколько лет Зукко совершал многочисленные преступления, начиная от взломов и изнасилований и заканчивая убийствами. Так, на территории Франции он изнасиловал и убил двух девочек-подростков, убил врача и двух полицейских, которые пытались его арестовать. Он похищал людей, нападал на автомобили с целью грабежей и терроризировал людей, по крайней мере, в четырёх европейских странах. Зукко был объявлен самым разыскиваемым преступником во Франции, Италии и Швейцарии.
28 февраля 1988 года он был арестован в его родном городе Местре. Уже 1 марта Зукко попытался сбежать из тюрьмы, но в ходе побега упал с тюремной крыши. Позже он предпринял ещё одну попытку побега, вновь неудачную. Согласно официальной версии, 23 мая 1988 года Роберто Зукко покончил жизнь самоубийством в своей камере.

## В искусстве
В 1988 году французский драматург Бернар-Мари Кольтес написал пьесу о Роберто Зукко, которая неоднократно ставилась на сценах театров в разных странах. Пьеса легла в основу художественного фильма 2001 года «Роберто Зукко», снятого режиссёром Седриком Каном.